# کارن آساطریان
کارن آساتریان (انگلیسی: Karen Asatryan؛ زادهٔ ۲۱ دسامبر ۱۹۷۴ در [[]]) بازیکن فوتبال در پست هافبک اهل ارمنستان است.

## باشگاهی
از باشگاه‌هایی که در آن بازی کرده‌است می‌توان به باشگاه فوتبال آراکس آرارات، باشگاه فوتبال آرارات ایروان، باشگاه فوتبال میکا آشتاراک و باشگاه فوتبال اسپارتاک ایروان اشاره کرد.

## تیم ملی
وی همچنین در تیم ملی فوتبال ارمنستان بازی کرده‌است. کارن آساتریان نخستین بازی ملی خود را که یک بازی دوستانه بود در تاریخ در [[]]  در مقابل تیم ملی فوتبال انجام داده‌است.